# Lijst van spelers van Club de Deportes Cobreloa
Deze lijst omvat voetballers die bij de Chileense voetbalclub Club de Deportes Cobreloa spelen of gespeeld hebben. De namen zijn alfabetisch gerangschikt.

## A
- Luis Abarca
- Pablo Abdala
- Pablo Abdullah
- Albert Acevedo
- Armando Alarcón
- Bryan Aldave
- Cristián Alessandrini
- Iván Álvarez
- Marcelo Álvarez
- Carlos Alzamora
- Charles Aránguiz
- José Luis Arias
- Mauricio Aros
- Oscar Arriaza
- Nicolas Asencio

## B
- Julio César Baldivieso
- Lucas Barrios
- Jean Beausejour
- Gonzalo Belloso
- Fabián Benítez
- Pablo Bolados
- Sebastián Bolívar

## C
- Juan Carlos Caballero
- Cristián Canío
- Osvaldo Canobbio
- Ever Cantero
- Iván Cantillana
- Juan Carreño
- Matías Caserio
- Patricio Castañeda
- Rubén Castillo
- Francisco Castro
- Rafael Celedón
- Jonathan Cisternas
- Sebastián Contreras
- Fernando Cornejo
- Oscar Roberto Cornejo
- Alexander Corro
- Bryan Cortés
- Juan Covarrubias
- Adrián Czornomaz

## D
- Pascual De Gregorio
- Claudio Delgado
- Leandro Delgado
- César Díaz
- Hugo Díaz
- Italo Díaz
- José Díaz
- Aníbal Domeneghini
- Mauricio Donoso

## E
- Nélson Enríquez
- Enzo Escobar
- Carlos Espinosa
- Richard Estigarribia

## F
- Cristián Fernández
- Junior Fernández
- Luis Figueroa
- Marco Figueroa
- Felipe Flores
- Carlos Fuentes
- Edgardo Fuentes
- Johan Fuentes
- Luis Fuentes

## G
- Patricio Galaz
- Jorge García
- Lucas Gauna
- Daniel Giménez
- Luis Godoy
- Carlos Gómez
- Cristián Gómez
- Eduardo Gómez
- Hans Gómez
- Jorge Gómez
- Boris González
- Daniel González
- Esteban González
- Hugo González
- Juan González
- Pedro González
- Rodolfo González
- Luis Guarda
- José Guerrero
- Diego Guidi
- Iván Guillauma
- Rodolfo Guillén
- Rodrigo Gutiérrez

## H
- Fernando Hurtado

## I
- Francisco Ibáñez
- Leonardo Iorlano

## J
- Pedro Jaque
- José Luis Jerez
- Miguel Jiménez

## K
- Alejandro Kruchowski

## L
- Marcos Lazaga
- Emanuel Lazzarini
- Nicolás Leiva
- Juan Carlos Letelier
- Alvaro López
- Fernando López
- Víctor Loyola

## M
- Paulo Magalhaes
- Alex Magallanes
- Pablo Mannara
- Rodrigo Mannara
- Elvis Marecos
- Fernando Martel
- Domingo Martínez
- Ladislao Mazurkiewicz
- Rodrigo Meléndez
- José Melgar
- Fernando Méndez
- Fernando Meneses
- Víctor Merello
- Marco Millape
- Marcelo Miranda
- Orlando Mondaca
- Sébastian Montesinos
- Cristián Morán
- César Muena
- Cristián Muñoz

## N
- Germán Navea
- Federico Neyra
- Arturo Norambuena
- César Núñez
- Sergio Nuñez

## O
- Cristián Olguín
- Juan Olivares
- Leonardo Olivera
- Andrés Oroz
- Mario Osbén
- Alejandro Osorio
- Víctor Osorio

## P
- Luciano Palos
- Esteban Paredes
- Daniel Pérez
- Patricio Pérez
- Rodrigo Pérez
- Nicolás Peric
- Jean Paul Pineda
- Gustavo Ponce
- Mauricio Pozo
- Francisco Prieto
- Héctor Puebla
- José Puente

## Q
- Liber Quinones

## R
- Rodrigo Rain
- Simón Ramírez
- Jesús Retamal
- Juan Ribera
- Cristian Ríos
- Jaime Riveros
- Sebastián Rocco
- Cristián Rojas
- Felipe Rojas
- Miguel Rojas
- Miguel Romero
- Patricio Rubina
- Hugo Rubio

## S
- Nelson Saavedra
- Lisandro Sacripanti
- Felipe Salinas
- Alexis Sánchez
- Miguel Sanhueza
- Rodrigo Santander
- Gustavo Savoia
- Patricio Schwob
- Francisco Silva
- Juan Silva
- Michael Silva
- Mario Soto

## T
- Hugo Tabilo
- Nelson Tapia
- Carlos Tejas
- Claudio Tello
- Carlos Tordoya
- Marcelo Trobbiani
- Eduardo Tudela

## U
- Gonzalo Ucha
- Francisco Ugarte

## V
- Francisco Valdés
- Eduardo Vargas
- Sergio Vargas
- Iván Vásquez
- Jaime Vera
- Adán Vergara
- Darío Verón
- Eduardo Vilches
- Rodrigo Viligrón
- José Luis Villanueva
- Paolo Vivar
- Gerardo Vonder Putten

## W
- Óscar Wirth

## Y
- Guillermo Yávar

## Z
- Alonzo Zúñiga
- Sebastián Zuñiga